# Nianija
Il distretto di Nianija è un distretto del Gambia nella Divisione del Central River con 8.205 abitanti al censimento del 2003.

## Società

### Evoluzione demografica
In base ai dati del censimento 1993 la popolazione del distretto era così suddivisa dal punto di vista etnico:
| Etnia       | Abitanti | %     |
| ----------- | -------- | ----- |
| Mandingo    | 1.037    | 17,01 |
| Fulani      | 4.377    | 71,79 |
| Wolof       | 653      | 10,71 |
| Jola        | 10       | 0,16  |
| Serahule    | 14       | 0,23  |
| Altre etnie | 6        | 0,10  |